# Орден «Дружба»
Орден «Дружба» (орден «Достлуг») (азерб. "Dostluq" ordeni) — орден Азербайджанской республики. Утвержден президентом Азербайджана Ильхамом Алиевым 16 февраля 2007 года законом под номером № 248-IIIГ.

## Закон
Закон Азербайджанской Республики 
16 февраля 2007 года. № 248-IIIГ
«Об учреждении орденов „Честь“ и „Дружба“ Азербайджанской Республики»
Национальное собрание Азербайджанской Республики постановляет: 
* I. Учредить ордена «Шараф» («Честь») и «Достлуг» («Дружба»)Азербайджанской Республики.
* II. Шестой и седьмой абзацы статьи 1 Закона Азербайджанской Республики «Об учреждении орденов и медалей Азербайджанской Республики» (Ведомости Верховного Совета Азербайджанской Республики, 1992 год, № 23, статья 996; 1993 год, № 23, статья 676; 
Собрание законодательства Азербайджанской Республики, 2002 год, № 5, статья 251; 2003 год, № 12, книга I, статья 677; 2005 год, № 4, статья 291; 2006 год, № 10, статья 846) считать соответственно седьмым и девятым абзацем, а статью дополнить шестым и восьмым абзацами следующего содержания: 
«орден „Шараф“;
 орден „Достлуг“;».
* III. Утвердить статут ордена «Шараф» Азербайджанской Республики(прилагается).
* IV. Утвердить описание ордена «Шараф» Азербайджанской Республики(прилагается).
* V. Утвердить статут ордена «Достлуг» Азербайджанской Республики (прилагается).
* VI. Утвердить описание ордена «Достлуг» Азербайджанской Республики (прилагается).
* VII. Настоящий Закон вступает в силу со дня его опубликования.
Президент Азербайджанской Республики Ильхам Алиев

## Награждение орденом
Орденом Азербайджанской Республики «Дружба» награждаются граждане Азербайджанской Республики, иностранные граждане и лица без гражданства:
- за особые заслуги в развитии дружеских, экономических и культурных связях между Азербайджанской республикой и иностранным государством.
- за особый вклад в укреплении дружбы народов
- за большие заслуги в построении конструктивных отношений между цивилизациями и установление диалога между культурами,
- за выдающиеся заслуги в установлении мира и стабильности между странами, регионами и в мире целом.

## Ношение ордена
Орден «Дружба» носится на левой стороне груди и при наличии других орденов и медалей Азербайджанской Республики располагается перед ними, после ордена «Гейдара Алиева», ордена «Независимость», ордена «Шах Исмаил», ордена «Азербайджанское знамя», ордена «Слава», ордена «Чести», до ордена «За службу Отечеству».

## Составляющие
Орден сделан из золота и представляет собой восьмиконечную звезду с острыми концами. На пластинку ордена прикреплён золотой рельеф с изображением крыльев птицы. Между крыльями птицы, сделанными из золота, тёмно-жёлтого цвета, изображена Земля, сделанная из блестящей платины. Орден украшен лентой цветов национального флага Азербайджана. Аверс ордена гладкий с выгравированным номером ордена в центре. В комплект ордена входят:
- для подвески на шее: лента в цвета национального флага Азербайджана (ширина 23 мм) и орден (50 мм х 50 мм).
- для ношения на груди: лента в цвета национального флага Азербайджана (21 мм x 50 мм) и орден (35 мм х 35 мм).
- элемент для ношения на груди: пластина, покрытая в цвета национального флага Азербайджана (1 мм x 15 мм).

## Кавалеры ордена

### 2008 год (1 человек)
1. Чингиз Айтматов — писатель, Кыргызская Республика (25 февраля 2008 года)[1]

### 2009 год (6 человек)
1. Леонид Эдуардович Слуцкий — депутат Государственной Думы Федерального Собрания Российской Федерации (2 мая 2009 года)[2]
2. Светлана Юрьевна Орлова — Заместитель председателя Совета Федерации Федерального собрания Российской Федерации (2 мая 2009 года)[3]
3. Владимир Иванович Якунин — Президент ОАО «РЖД», Российская Федерация (2 мая 2009 года)[4]
4. Рудольф Николаевич Иванов[азерб.] — историк, Российская Федерация (30 июня 2009 года)[5]
5. Алла Борисовна Пугачёва — эстрадная певица, Российская Федерация (3 сентября 2009 года)[6]
6. Уильям Джордж Шредер — бывший президент компании «BP-Азербайджан» (14 сентября 2009 года)[7]

### 2010 год (3 человека)
1. Михаил Соломонович Гусман — журналист, Первый заместитель генерального директора информационного агентства «ТАСС», Российская Федерация (22 января 2010 года)[8]
2. Адель Абдалла Аль-Фаллях[азерб.] — заместитель Министра вакуфов и исламских дел Государства Кувейт (24 апреля 2010 года)[9]
3. Кшиштоф Краевский — Чрезвычайный и Полномочный Посол Республики Польша в Азербайджане (8 июля 2010 года)[10]

### 2011 год (17 человек)
1. Лютфали Рагим оглы Алескерзаде (Лотфи Заде) — математик, США (7 февраля 2011 года)[11]
2. Виталий Никитич Игнатенко — генеральный директор ИТАР-ТАСС, Российская Федерация (13 апреля 2011 года)[12]
3. Кармайли Лорд Питер Фрейзер[англ.], Великобритания (13 мая 2011 года)[13]
4. Баронесса Детта Охкахойн, Великобритания (13 мая 2011 года)[14]
5. Олжас Омарович Сулейменов — писатель, Республика Казахстан (16 мая 2011 года)[15]
6. Басар Али Кемаль оглы Комур[азерб.] (4 июля 2011 года) — Заместитель председателя Всемирного конгресса Азербайджанцев, Турецкая Республика[16]
7. Эльдар Фаиг оглы Эфендиев (4 июля 2011 года) — депутат парламента Эстонии[16]
8. Эртан Демирташ[англ.] (4 июля 2011 года) — врач, Турецкая Республика[16]
9. Йосеф Семёнович Шагал (4 июля 2011 года) — политический деятель, Государство Израиль[16]
10. Мехмет Аккан Сувер[азерб.] (4 июля 2011 года) — журналист, Турецкая Республика[16]
11. Суат Гюнсел[англ.] (4 июля 2011 года) — бизнесмен, Республика Кипр[16]
12. Владимир Иванович Колесников (4 июля 2011 года) — президент Ростовского государственного университета путей сообщения, Российская Федерация[16]
13. Николае Уреке[азерб.] — Чрезвычайный и Полномочный Посол Румынии в Азербайджане (26 июля 2011 года)[17]
14. Марк Фойад (19 сентября 2011 года)[18]
15. Майкл Джон Гудвей (19 сентября 2011 года)[19]
16. Дональдсон Рой Уильям Викерс (19 сентября 2011 года)[20]
17. Мамед Багир Джавад оглы Алиев — врач-онколог, президент Всероссийского Азербайджанского Конгресса, Российская Федерация (23 ноября 2011 года)[21]

### 2012 год (9 человек)
1. Дюсен Курабаевич Касеинов — специальный представитель Республики Казахстан по вопросам культурно-гуманитарного сотрудничества в СНГ (9 марта 2012 года)[22]
2. Григорий Львович Беленький — физик, США (2 апреля 2012 года)[23]
3. Александр Геннадьевич Ищеин — Архиепископ Бакинский и Азербайджанский, гражданин Российской Федерации (11 июня 2012 года)[24]
4. Сергей Евгеньевич Нарышкин — Председатель Государственной думы Федерального собрания Российской Федерации (5 июля 2012 года)[25]
5. Михаил Ефимович Швыдкой — Специальный представитель Президента Российской Федерации по международному культурному сотрудничеству, Российская Федерация (5 июля 2012 года)[26]
6. Хулуси Кылыч — Чрезвычайный и Полномочный Посол Турецкой Республики в Азербайджане (13 сентября 2012 года)[27]
7. Иосиф Давыдович Кобзон — певец, первый заместитель председателя комитета Государственной думы Российской Федерации по культуре (17 сентября 2012 года)[28]
8. Дэвид Алан Харрис, США (14 ноября 2012 года)[29]
9. Роальд Зиннурович Сагдеев — физик, США (18 декабря 2012 года)[30]

### 2013 год (4 человека)
1. Тамара Ильинична Синявская — оперная певица, Российская Федерация (4 июля 2013 года)[31]
2. Кардинал Джанфранко Равази — председатель Папского Совета по культуре, Ватикан (4 ноября 2013 года)[32]
3. Александр Александрович Жилкин — Губернатор Астраханской области Российской Федерации (26 ноября 2013 года)[33]
4. Рене Ван дер Линден — специальный посланник Правительства Нидерландов по энергетическим вопросам по Каспийскому региону, Турции и России, сенатор (13 декабря 2013 года)[34]

### 2014 год (6 человек)
1. Руслан Султанович Аушев — Председатель Комитета по делам воинов-интернационалистов при Совете глав Правительств СНГ, Российская Федерация (18 февраля 2014 года)[35]
2. Александр Сергеевич Дзасохов — Член Совета Федерации — Председатель комиссии по культуре, Российская Федерация (3 апреля 2014 года)[36]
3. Мирей Агуэро де Корралес[англ.] — Министр иностранных дел и международного сотрудничества Республики Гондурас (6 мая 2014 года)[37]
4. Аман Гумирович Тулеев — Губернатор Кемеровской области Российской Федерации (12 мая 2014 года)[38]
5. Алесдер Дарли Шеферд Кук — руководитель исполнительного аппарата генерального директора группы BP (19 сентября 2014 года)[39]
6. Гордон Янг Биррелл — региональный президент компании BP по Азербайджану, Грузии и Турции (19 сентября 2014 года)[40]

### 2015 год (27 человек)
1. Виталий Георгиевич Смирнов — почётный президент Олимпийского комитета Российской Федерации (12 февраля 2015 года)[41]
2. Исмаил Серагельдин — сопредседатель Международного центра Низами Гянджеви, директор Александрийской     библиотеки, гражданин Арабской Республики Египет (25 июня 2015 года)[42]
3. Вайра Вике-Фрейберга — сопредседатель Международного центра Низами Гянджеви, гражданка Латвийской Республики (25 июня 2015 года)[43]
4. Адриан Коркоран — сотрудник операционного комитета Европейских игр «Баку 2015» (29 июня 2015 года)[44]
5. Брэдли Кенворзи — сотрудник операционного комитета Европейских игр «Баку 2015» (29 июня 2015 года)[44]
6. Джеймс Хедли — сотрудник операционного комитета Европейских игр «Баку 2015» (29 июня 2015 года)[44]
7. Джеймс Маклеод — сотрудник операционного комитета Европейских игр «Баку 2015» (29 июня 2015 года)[44]
8. Джейн Макменамин — сотрудник операционного комитета Европейских игр «Баку 2015» (29 июня 2015 года)[44]
9. Даглас Арнот — сотрудник операционного комитета Европейских игр «Баку 2015» (29 июня 2015 года)[44]
10. Даян Бернштейн — сотрудник операционного комитета Европейских игр «Баку 2015» (29 июня 2015 года)[44]
11. Димитрис Папайоанну — сотрудник операционного комитета Европейских игр «Баку 2015» (29 июня 2015 года)[44]
12. Донна Тейлор — сотрудник операционного комитета Европейских игр «Баку 2015» (29 июня 2015 года)[44]
13. Кэтрин Укву — сотрудник операционного комитета Европейских игр «Баку 2015» (29 июня 2015 года)[44]
14. Кевин МакАлпайн — сотрудник операционного комитета Европейских игр «Баку 2015» (29 июня 2015 года)[44]
15. Майкл Лойнд — сотрудник операционного комитета Европейских игр «Баку 2015» (29 июня 2015 года)[44]
16. Нил Карни — сотрудник операционного комитета Европейских игр «Баку 2015» (29 июня 2015 года)[44]
17. Панайотис Протопсалтис — сотрудник операционного комитета Европейских игр «Баку 2015» (29 июня 2015 года)[44]
18. Пирс О'Каллахан — сотрудник операционного комитета Европейских игр «Баку 2015» (29 июня 2015 года)[44]
19. Питер Эшвин — сотрудник операционного комитета Европейских игр «Баку 2015» (29 июня 2015 года)[44]
20. Пол Фостер — сотрудник операционного комитета Европейских игр «Баку 2015» (29 июня 2015 года)[44]
21. Роберт Кларк — сотрудник операционного комитета Европейских игр «Баку 2015» (29 июня 2015 года)[44]
22. Саймон Клегг — сотрудник операционного комитета Европейских игр «Баку 2015» (29 июня 2015 года)[44]
23. Скотт Гивенс — сотрудник операционного комитета Европейских игр «Баку 2015» (29 июня 2015 года)[44]
24. Шарон МакМайкл — сотрудник операционного комитета Европейских игр «Баку 2015» (29 июня 2015 года)[44]
25. Спиридон Капралос — председатель координационной комиссии по Европейским играм «Баку 2015» (29 июня 2015 года)[45]
26. Никита Сергеевич Михалков — кинорежиссёр, Председатель Союза кинематографистов Российской Федерации (20 октября 2015 года)[46]
27. Абдулазиз бин Осман Аль-Тувейджри[азерб.] — генеральный директор ИСЕСКО (25 ноября 2015 года)[47]

### 2016 год (5 человек)
1. Мурад Магомедович Кажлаев — композитор, Российская Федерация (15 января 2016 года)[48]
2. Филип Крэйвен — Президент Международного паралимпийского комитета, Великобритания (2 февраля 2016 года)[49]
3. Махмуд Ваези[англ.] — Министр информационно-коммуникационных технологий Исламской Республики Иран (18 апреля 2016 года)[50]
4. Насер Абдулазиз Ан-Насер[англ.] — Высокий представитель по правам человека альянса цивилизаций, Катар (22 апреля 2016 года)[51]
5. Рамазан Гаджимурадович Абдулатипов — Глава Республики Дагестан Российской Федерации (2 августа 2016 года)[52]

### 2017 год (9 человек)
1. Ильяс Магомед-Саламович Умаханов — Заместитель Председателя Совета Федерации Российской Федерации (27 марта 2017 года)[53]
2. Талеб Рифаи[азерб.] — генеральный секретарь Всемирной туристской организации, гражданин Иорданского Хашимитского Королевства (8 мая 2017 года)[54]
3. Хизри Исаевич Шихсаидов — Председатель Народного Собрания Республики Дагестан Российской Федерации (31 июля 2017 года)[55]
4. Мамедали Гусейн оглы Агаев — директор Московского академического театра сатиры, Российская Федерация (7 сентября 2017 года)[56]
5. Роберт Уоррен Дадли — генеральный директор нефтяной компании BP, США (13 сентября 2017 года)[57]
6. Ильхан Акюзюм[азерб.] — политический деятель, Турецкая Республика (13 сентября 2017 года)[58]
7. Дархан Куандыкулы Кыдырали — президент Международной Тюркской академии, Республики Казахстан (28 декабря 2017 года)[59]
8. Роберт Викторович Илатов — политический деятель, Государство Израиль (28 декабря 2017 года)[60]
9. Марианна Вардиногяннис — политический деятель, Греческая Республика (28 декабря 2017 года)[61]

### 2018 год (8 человек)
1. Фейзавар Туран Альпсар[азерб.] — тюрколог, Турецкая Республика (17 марта 2018 года)[62]
2. Анна Юрьевна Нетребко — оперная певица, Российская Федерация (21 мая 2018 года)[63]
3. Эдвард Джордж Данкан Страхан (25 мая 2018 года)[64]
4. Эндрю Марли Вуд (25 мая 2018 года)[65]
5. Энцо Моаверо-Миланези — Министр иностранных дел и международного сотрудничества Италии (18 июля 2018 года)[66]
6. Ирина Александровна Винер-Усманова — Президент Всероссийской федерации художественной гимнастики, Российская Федерация (31 июля 2018 года)[67]
7. Юлий Соломонович Гусман — кинорежиссёр, Российская Федерация (1 августа 2018 года)[68]
8. Гусейн Салтук Дюзйол — исполнительный директор проекта Трансанатолийского газопровода (TANAP) (19 сентября 2018 года)[69]

### 2019 год (4 человека)
1. Исмаил Алиевич Бердиев — председатель Духовного управления мусульман Карачаево-Черкесской Республики Российской Федерации (28 февраля 2019 года)[70]
2. Валентина Ивановна Матвиенко — Председатель Совета Федерации Федерального Собрания Российской Федерации (7 апреля 2019 года)[71]
3. Зураб Константинович Церетели — художник, Президент Российской академии художеств, Российская Федерация (20 мая 2019 года)[72]
4. Хаджимурат Харумович Гацалов — председатель Духовного управления мусульман Республики Северная Осетия-Алания Российской Федерации (23 ноября 2019 года)[73]

### 2020 год (13 человек)
1. Мевлют Чавушоглу — Министр иностранных дел Турции (5 февраля 2020 года)[74]
2. Шамиль Айрым[азерб.] — политический деятель, Турецкая Республика (1 апреля 2020 года)[75]
3. Недждет Унювар[англ.] — политический деятель, Турецкая Республика (4 июня 2020 года)[76]
4. Магомедали Магомедович Магомедов — почётный председатель Государственного Совета Республики Дагестан Российской Федерации (13 июня 2020 года)[77]
5. Демирель Фарук — журналист (22 июля 2020 года)[78]
6. Арье Гут — журналист, гражданин Государства Израиль (22 июля 2020 года)[78]
7. Лапаитис Ричардас — журналист, гражданин Литовской Республики (22 июля 2020 года)[78]
8. Маргерита Коста (19 августа 2020 года) — гражданка Итальянской Республики[79]
9. Анатолий Васильевич Торкунов — Ректор МГИМО, Российская Федерация (25 августа 2020 года)[80]
10. Вагит Юсуфович Алекперов — президент нефтяной компании «ЛУКОЙЛ», Российская Федерация (31 августа 2020 года)[81].
11. Игорь Иванович Сечин — президент нефтегазовой компании «Роснефть», Российская Федерация (5 сентября 2020 года)[82].
12. Альберт Анатольевич Лиханов — президент Международной ассоциации детских фондов, председатель Российского детского фонда, писатель, Российская Федерация (11 сентября 2020 года)[83][84].
13. Фархад Теймур оглы Ахмедов — председатель Совета директоров, акционер ЗАО «Азнар», Российская Федерация (15 сентября 2020 года)[85].

### 2021 год (4 человека)
1. Юань Сикунь — художник, директор Пекинского художественного музея «Цзиньтай», Китайская Народная Республика (5 февраля 2021 года)[86].
2. Юсеф бен Ахмед аль-Усаймин[англ.] — генеральный секретарь Организации исламского сотрудничества (8 апреля 2021 года)[87].
3. Эркан Озорал — Чрезвычайный и Полномочный Посол Турецкой Республики в Азербайджане (10 апреля 2021 года)[88].
4. Фредерик Стар — Специалист по  Афганистану, Центральной Азии, Кавказу, России и остальной части бывшего Советского Союза, США (13 сентября 2021 года)[89].

### 2022 год (17 человек)
1. Валентина Сергеевна Антоненко — учитель средней общеобразовательной школы номер 12 имени академика Зарифы Алиевой города Ирпень Украины (12 января 2022 года)[90].
2. Кунио Микурия — Генеральный секретарь Всемирной таможенной организации (28 января 2022 года)[91].
3. Вагиф Имамгулу оглы Мамишов — председатель Азербайджанской национально-культурной автономии Санкт-Петербурга, Российская Федерация (15 марта 2022 года)[92]
4. Айгюн Аттар[азерб.] — учёная, Турецкая Республика (15 апреля 2022 года)[93]
5. Эльдар Агабала оглы Алиев — художественный руководитель балетной труппы Приморской сцены Мариинского театра, Российская Федерация (21 апреля 2022 года)[94].
6. Адиля Сейфулла кызы Алиева[азерб.] — пианистка, Французская Республика (21 апреля 2022 года)[94].
7. Олег Андреевич Крапивин —  председатель Киевской городской организации Конгресса азербайджанцев Украины (21 апреля 2022 года)[94].
8. Амируллах Мамедали оглы Мамедов — учёный-физик, Российская Федерация (21 апреля 2022 года)[94].
9. Год Семёнович Нисанов — предприниматель, Российская Федерация (21 апреля 2022 года)[94].
10. Шахин Мютвели оглы Шихлинский — бизнесмен, Свердловская область Российской Федерации (21 апреля 2022 года)[94].
11. Мустафа Рифат Хисарджыклыоглу — президента Союза палат и товарных бирж Турции, Турецкая Республика (25 апреля 2022 года)[95].
12. Реза Дегати — фотожурналист, Французская Республика (25 июля 2022 года)[96].
13. Хашимжон Исмаилов  — художественный руководитель ансамбля «Маком» Узбекского национального центра искусства макома имени Юнуса Раджаби (30 августа 2022 года)[97].
14. Али Гейдар оглы Насирли — активист Азербайджанского национального культурного центра, поэт (30 августа 2022 года)[97].
15. Камолиддин Турдимуратович Уринбаев— художественный руководитель Молодёжного симфонического оркестра Узбекистана, ректор Государственной консерватории Узбекистана (30 августа 2022 года)[97].
16. Роберт Гэри Джонс— региональный президент компании ВР по Азербайджану, Грузии и Турции (19 сентября 2022 года)[98].
17. Багдад Култаевич Амреев  — генеральный секретарь Организации тюркских государств, Республика Казахстан (17 октября 2022 года)[99].

### 2023 год (1 человек)
1. Акира Амари  — политический деятель, Япония (24 июня 2023 года)[100].

### 2024 год (2 человека)
1. Пётр Витальевич Глыбочко  — врач-уролог, академик РАН, ректор Первого Московского государственного медицинского университета им. И. М. Сеченова, Российская Федерация (8 июля 2024 года)[101].
2. Рустам Нургалиевич Минниханов  — Глава (Раис) Республики Татарстан, Российская Федерация (17 декабря 2024 года)[102].

### 2025 год (3 человека)
1. Фатих Бироль[англ.] — исполнительный директор Международного энергетического агентства, гражданин Турецкой Республики (31 января 2025 года) [103].
2. Насир Абдулкерим Абдуррахман — Чрезвычайный и Полномочный посол Палестины в Азербайджане (15 марта 2025 года)[104].
3. Владимир Фекете — Апостольский префект Азербайджана (11 августа 2025 года)[105].